# Gasparone

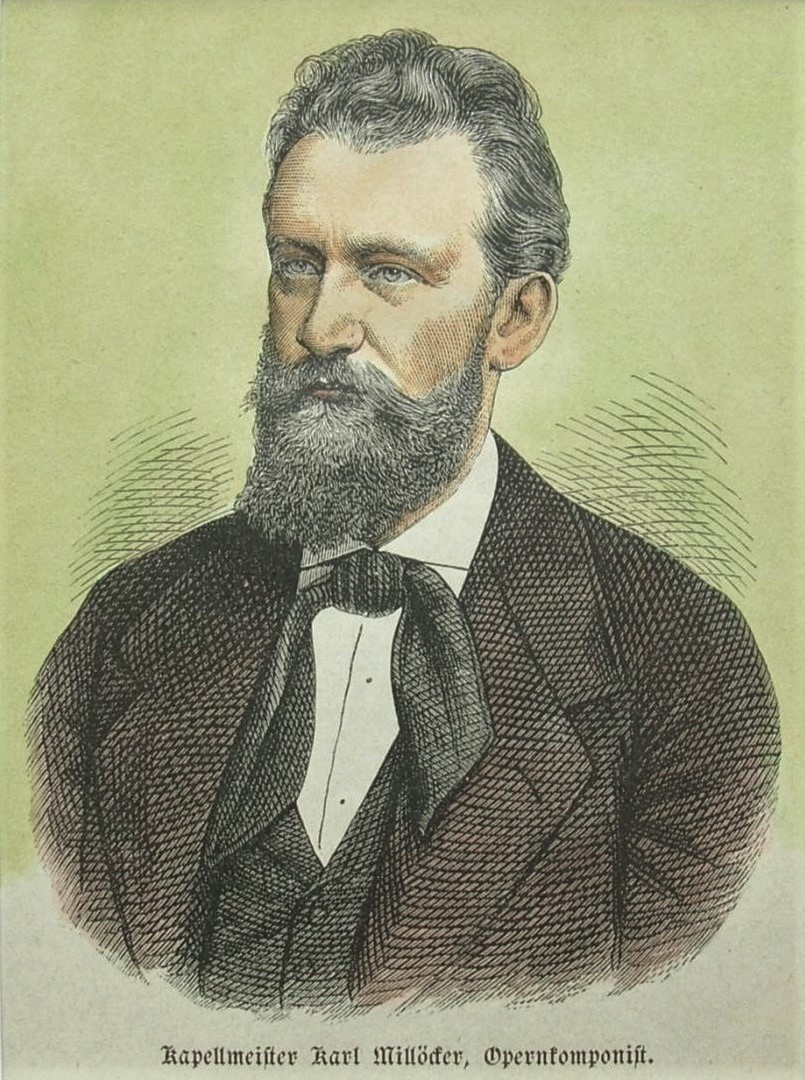
Carl Millöcker (1883)

Gasparone è un'operetta in tre atti di Carl Millöcker su libretto di Friedrich Zell e Richard Genée. Il libretto è stato successivamente revisionato da Ernst Steffan e Paul Knepler. Una caratteristica divertente dell'opera è che il personaggio del titolo non appare mai e funge da capro espiatorio a cui possono essere attribuiti tutti i misfatti di Siracusa, in Sicilia.

## Cronologia
L'opera ebbe la sua prima il 26 gennaio 1884 al Theater an der Wien di Vienna. Successivamente fu rappresentata a Berlino al Deutsches Theater il 26 settembre 1884, nel 1885 a New York in tedesco al Bowery Theatre e in inglese al Manhattan Theatre e di nuovo nel 1887 con Lillian Russell nel ruolo di  Carlotta, Eugène Oudin nel ruolo del Conte Erminio e J.H. Ryley.
Dopo il suo debutto, Millöcker ha rivisto l'opera, creandone otto versioni. Tuttavia, l'edizione esecutiva più comunemente usata è quella preparata nel 1932 dal compositore Ernst Steffan. [4] Questa versione include il brano "Dunkelrote Rosen", composta da Millöcker come trio vocale nell'operetta Der Vizeadmiral. Ernst Steffan ne ha ampliato il brano e Paul Knefler ne ha scritto i nuovi testi. Tuttavia, come sottolineato da Andrew Lamb, questa revisione ha introdotto nuovo materiale e "ha ridotto l'efficacia delle strutture dell'opera comica di Millöcker" per soddisfare il gusto degli anni '30.

## Ruoli

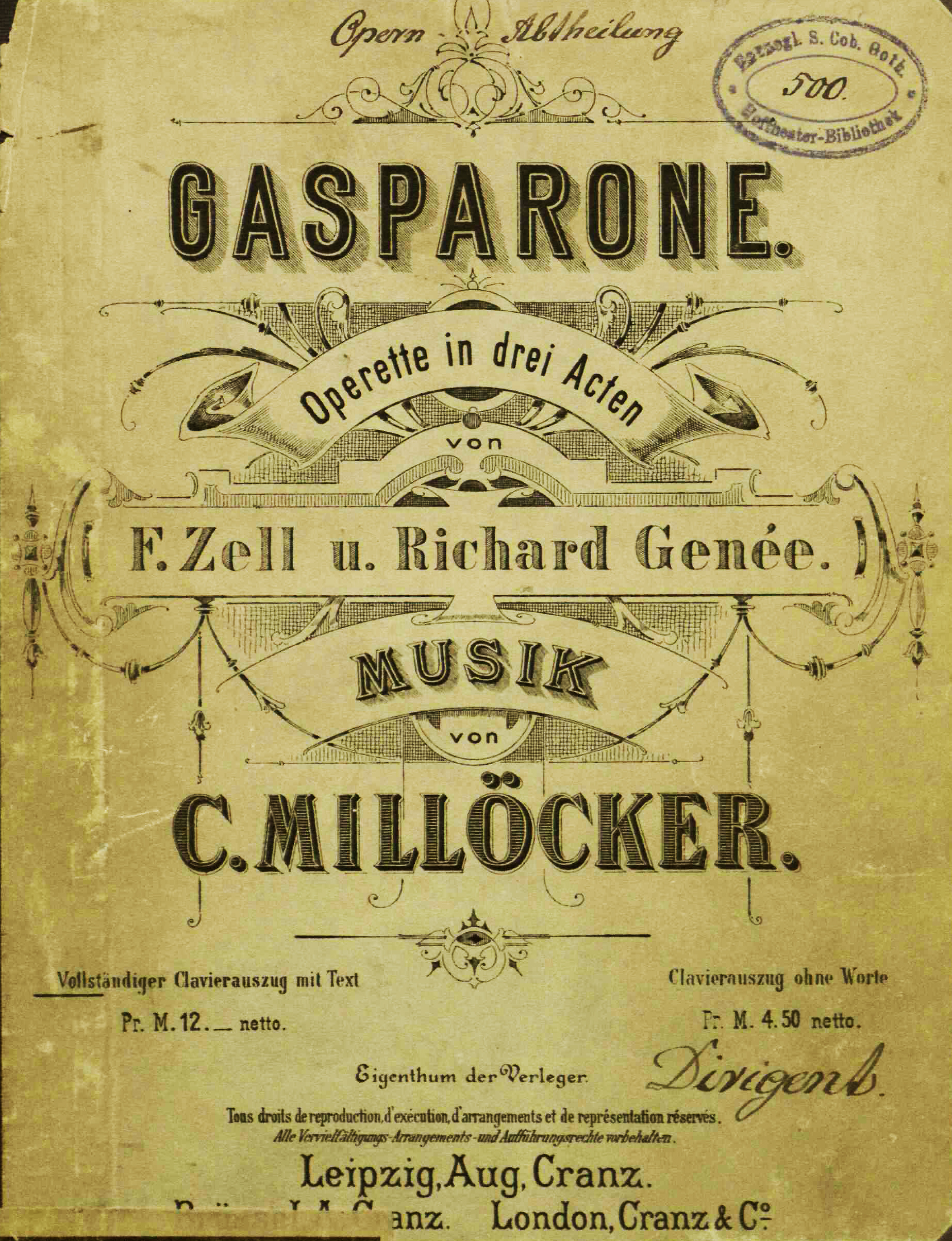

| Personaggio | Tipologia vocale | Cast della prima, 26 gennaio 1884 Direttore d'orchestra: Carl Millöcker) |
| --- | ---------------- | ------------------------------------------------------------------------ |
| Carlotta, vedova contessa Santa Croce                                                                           | Soprano          | Maria Therese Massa                                                      |
| Conte Erminio                                                                                                   | Tenore           | Josef Josephi                                                            |
| Baboleno Nasoni, Sindaco di Toresino                                                                            | Basso            | Felix Schweighofer                                                       |
| Sindulfo, suo figlio                                                                                            | Tenore           |                                                                          |
| Benozzo, Affittuario della Locanda del Pescatore                                                                | Tenore           | Alexander Girardi                                                        |
| Sora, sua moglie                                                                                                | soubrette        | Rosa Streitmann                                                          |
| Zenobia, dama di compagnia della Contessa                                                                       | Contralto        |                                                                          |
| Massaccio, contrabbandiere, zio di Benozzo                                                                      | Baritono         |                                                                          |
| Marietta, la cameriera della contessa                                                                           | mezzosoprano     |                                                                          |
| Luigi, suo amico                                                                                                |                  |                                                                          |
| Colonnello Ruperto Corticelli                                                                                   |                  |                                                                          |
| Tenente Guarini                                                                                                 |                  |                                                                          |
| Contrabbandieri, amici di Sora, lattaie, ragazze contadine, siracusane, poliziotti, doganieri, barcaioli (coro) |                  |                                                                          |

## Trama
- Luogo: costa mediterranea presso la città di Siracusa, Sicilia
- Periodo: 1820

Il sindaco, Baboleno Nasoni, è a corto di soldi. Vuole che suo figlio, Sindulfo, sposi la ricca contessa, per poi spendere parte dei suoi soldi per pagarsi i debiti. Si appoggia al locandiere, Benozzo, che gli deve restituire le rate del mutuo. L'oste può sbarcare il lunario solo con un piccolo contrabbando come Gasparone, ma viene presto scoperto da un nobile in visita che gli fa allestire uno scherzo con il quale il nobile può conquistare le attenzioni della contessa. Il sindaco percepisce l'affetto reciproco della contessa e del nobile, un'interferire per i suoi piani, insinuando che il nobile potrebbe essere Gasparone. Quando il figlio del sindaco maltratta la moglie del locandiere, il locandiere viene a sua volta incaricato dal nobile di fare un altro scherzo al sindaco, il locandiere trama vendetta come Gasparone. 
Quando il figlio del sindaco deve sposare la ricca contessa, il locandiere rapisce il figlio del sindaco e sua moglie convince la carrozza che trasporta il funzionario del matrimonio a scappare con il funzionario del matrimonio ancora seduto dentro. Il nobile si propone due volte alla contessa, una volta come viene annunciato il matrimonio della contessa con il figlio del sindaco e una volta quando si presentano gli invitati al matrimonio ma lo sposo no. Il locandiere fa irruzione tra gli invitati al matrimonio e finge di aver bisogno di soldi per salvare il figlio del sindaco rapito, progettando di usarne una parte per ripagare il suo mutuo arretrato e il resto per mantenere sua moglie. Sua moglie lo coglie in questa menzogna e insiste affinché cambi i suoi metodi. 
La dama di compagnia della contessa e il sindaco si piacciono. La dama di compagnia si avvicina al nobile con l'idea che tutti potrebbero finire con l'amore della propria vita se solo ci fosse un modo per convincere il sindaco che la contessa non ha modo di mettere le mani sui suoi milioni. Il nobile piomba sulla contessa fingendo di essere un bandito mascherato, e inizia un gioco di ruoli dove lei dovrebbe convincere il sindaco che i suoi milioni sono stati rubati da Gasparone. La ricerca del Gasparone si intensifica. Il figlio del sindaco è convinto dal locandiere che potrebbe uscire dal suo comico sequestro camminando in giro con una pistola presa in prestito da uno dei contrabbandieri e mentendo dicendo che ha sparato a Gasparone da solo. Il sindaco e la dama di compagnia si sposeranno. La contessa e il nobile si sposeranno. Al locandiere e alla moglie viene offerto in dono il riscatto inutilizzato / fittizio per estinguere il mutuo della locanda e chiudere la piccola operazione di contrabbando.

## Cinema
Una versione cinematografica fu realizzata in Germania nel 1937. Fu prodotta da Max Pfeiffer e diretta da Georg Jacoby, con Marika Rökk, Johannes Heesters (Erminio), Heinz Schorlemmer (Sindulfo), Edith Schollwer (Carlotta), Oskar Sima (Massaccio), Leo Slezak (Nasoni), Rudolf Platte (Benozzo), Elsa Wagner (Zenobia) e Ursula Herking (Sora). Karl Paryla diresse una seconda versione cinematografica nel 1956. Altre versioni televisive furono realizzate nel 1962 da Hans Hollmann e nel 1972 da Wolfgang Liebeneiner.